# تيد ديكنسون
تيد ديكنسون (20 مايو 1914 في المملكة المتحدة - 24 مارس 2003 في المملكة المتحدة) (بالإنجليزية: Ted Dickinson)‏ هو لاعب كريكت بريطاني (وحمل سابقاً جنسية المملكة المتحدة لبريطانيا العظمى وأيرلندا). لعب مع نادي مقاطعة ليسترشاير للكريكت ‏ وDevon County Cricket Club ‏.

## وصلات خارجية
- تيد ديكنسون على موقع إي آس بي آن كريك إنفو (الإنجليزية)